# 貸出
貸出（かしだし）は、特定の場所にあるものを有料または無料で一定期間持ち出すことを許可すること。比較的短期の貸出をレンタル、長期の貸出をリースと呼ぶことがある。CD・ビデオソフトや本、工具、行楽地におけるスキー道具などの貸出が一般的であるが、家電製品、アパレル、玩具などのサービスも増加している。一般的には「Category:貸与」を参照。
ただし銀行の貸し出しは信用創造によるものだので意味が変わってくる。

## 図書館における貸出
貸出（かしだし）は図書館用語で、所蔵の図書、資料などを利用者が一定期間外に持ち出すことを許可するもの。
開架式図書館においては、「貸出」は、通常、図書館外へ持ち出すことを意味し、館内の閲覧は意味しない。ただし、パソコンなどの機器類については館内への貸し出しもある。閉架式図書館においては、書庫から取り出して閲覧室に図書などをもっていく場合を「館内貸出」、図書館外へ持ち出すことを「館外貸出」として区別することがある。
貸し出しの手続きは通常、図書館内の一定の場所（貸し出し窓口、デスク）で行われるが、自動貸出機（後述）も次第に普及している。
手続きは、図書館側が貸し出す資料と貸し出す相手である利用者の名前、貸し出し日などを控え、利用者に返却日時などを伝える、という形をとることが多い。この際、利用者は、図書館の利用カードなどを提示する。処理が済むと、貸し出した資料および既に貸出中の資料のタイトルと返却日が掲載されたレシートを発行することが多い。また、希望者に読書通帳を発行し、利用者が読書実績を記録していくことができる館もある。読書通帳は手書きのものが殆どであるが、預金通帳と同様のフォーマットの冊子を用い、機械で印字できるタイプも存在する。
貸出冊数と期間には制限があることがほとんどで、たいていの図書館では一人2、3週間で8冊から10冊程度で定められている一方、期間内であれば貸出冊数は無制限という図書館もある。障害者手帳を保有する利用者の場合は、貸出点数の増加や、返却期限の延長を行っていることもある。ただし、近接自治体間相互利用サービス対象者や、大学図書館において学外者が利用する場合は、貸出できる資料の種類や点数が通常より限定されていることがある。
利用者が他の図書館の本を借りるための「図書館間貸し出し」（図書館間相互貸借）という制度もある。
貸し出しの対象外の図書には禁帯出のラベルを貼って区別することがよく行われる。
なお、貸出方式にはニューアーク式、ブラウン式、逆ブラウン式、回数券式、一括ブラウン式、フォトチャージング式、リーダーズ・トークン式、ライブラリー・トークン式、コンピューター方式などがある。

### 延滞の事例
2024年、フィンランドの首都ヘルシンキの図書館で、約84年前に貸し出されていた本が返却された。返却された本は、1939年に貸し出されたアーサー・コナン・ドイルの小説で、貸出期間中に冬戦争が始まり返却できなかったものと推測された。

## 自動貸出機
図書館では蔵書の管理にRFIDが使われるようになったことで、RFIDを用いた自動貸出機の導入が広がっている。初期投資は必要であるものの、カウンターの混雑抑制や、プライバシー確保といったメリットがあるため利用者にもおおむね好評となっている。